# Manuel Perez
Pour les articles homonymes, voir Manuel Pérez (homonymie) et Perez.
Manuel Perez, né le 11 mai 1991 à Grenoble, est un footballeur français. Il évolue actuellement au poste de milieu de terrain.

## Biographie
Manuel Perez a des racines espagnoles ; plus précisément, ses grands-parents étaient originaires d'Almeria (Andalousie). Il effectue sa formation au Grenoble Foot 38. Il reste au club lorsque celui-ci dépose le bilan et se voit relégué en CFA2.
Il devient professionnel en s'engageant en faveur du Stade brestois 29, club de Ligue 2, en 2013 pour un contrat d'une durée de deux ans plus une année en option,.
En juin 2017, il signe au Clermont-Foot évoluant en Ligue 2 pour un contrat de deux ans, très peu utilisé par son entraîneur lors de sa première saison, il gagne du temps de jeu au fil des rencontres, il devient un joueur clé de l'équipe auvergnate lors de sa deuxième saison.
Le 4 mai 2019, après le match Lens-Clermont, il confirme sa venue au RC Lens pour la saison 2019-2020.
Il est transféré au Grenoble Foot 38 le 5 octobre 2020, dernier jour du mercato. Le 16 mai 2024, il annonce mettre un terme à sa carrière à l'issue de la saison 2023-2024. 

## Statistiques
| Saison                | Club                  | Championnat           | Championnat | Championnat | Coupe nationale | Coupe nationale | Coupe de la Ligue | Coupe de la Ligue | Total | Total |
| Saison                | Club                  | Division              | M.          | B.          | M.              | B.              | M.                | B.                | M.    | B.    |
| 2010-2011             | Grenoble Foot         | Ligue 2               | 6           | 0           | 1               | 0               | -                 | -                 | 7     | 0     |
| 2011-2012             | Grenoble Foot         | CFA 2                 | 27          | 4           | 5               | 1               | -                 | -                 | 32    | 5     |
| 2012-2013             | Grenoble Foot         | CFA                   | 33          | 2           | 3               | 0               | -                 | -                 | 36    | 2     |
| Sous-total            | Sous-total            | Sous-total            | 66          | 6           | 9               | 1               | -                 | -                 | 75    | 7     |
| 2013-2014             | Stade brestois 29     | Ligue 2               | 35          | 0           | 2               | 0               | 1                 | 0                 | 38    | 0     |
| 2014-2015             | Stade brestois 29     | Ligue 2               | 32          | 0           | 3               | 0               | 1                 | 0                 | 36    | 0     |
| 2015-2016             | Stade brestois 29     | Ligue 2               | 26          | 0           | -               | -               | -                 | -                 | 26    | 0     |
| 2016-2017             | Stade brestois 29     | Ligue 2               | 14          | 0           | 2               | 0               | -                 | -                 | 16    | 0     |
| Sous-total            | Sous-total            | Sous-total            | 107         | 0           | 7               | 0               | 2                 | 0                 | 116   | 0     |
| 2017-2018             | Clermont Foot 63      | Ligue 2               | 27          | 1           | -               | -               | -                 | -                 | 27    | 1     |
| 2018-2019             | Clermont Foot 63      | Ligue 2               | 23          | 1           | 2               | 0               | -                 | -                 | 25    | 1     |
| Sous-total            | Sous-total            | Sous-total            | 50          | 2           | 2               | 0               | -                 | -                 | 52    | 2     |
| 2019-2020             | RC Lens               | Ligue 2               | 16          | 0           | 1               | 0               | 1                 | 0                 | 18    | 0     |
| 2020-2021             | RC Lens               | Ligue 1               | 4           | 0           | 0               | 0               | 0                 | 0                 | 4     | 0     |
| Sous-total            | Sous-total            | Sous-total            | 20          | 0           | 1               | 0               | 1                 | 0                 | 22    | 0     |
| 2020-2021             | Grenoble Foot         | Ligue 2               | 21          | 0           | 1               | 0               | -                 | -                 | 22    | 0     |
| 2021-2022             | Grenoble Foot         | Ligue 2               | 18          | 0           | 2               | 0               | -                 | -                 | 20    | 0     |
| 2022-2023             | Grenoble Foot         | Ligue 2               | 9           | 0           | 1               | 0               | -                 | -                 | 10    | 0     |
| 2023-2024             | Grenoble Foot         | Ligue 2               | 2           | 0           | -               | -               | -                 | -                 | 2     | 0     |
| Sous-total            | Sous-total            | Sous-total            | 50          | 0           | 4               | 0               | -                 | -                 | 54    | 0     |
| Total sur la carrière | Total sur la carrière | Total sur la carrière | 293         | 8           | 23              | 1               | 3                 | 0                 | 319   | 9     |

## Palmarès

### En club
Manuel Perez est vice-champion de France de Ligue 2 avec le RC Lens en 2020. 
| RC Lens                           |
| --------------------------------- |
| - Ligue 2 - Vice-Champion : 2020. |